# 土庫曼斯坦民主黨
土庫曼民主黨是土库曼斯坦的执政党，前身是土库曼斯坦共产党。首任主席是萨帕尔穆拉特·尼亚佐夫，現任主席是阿塔·谢尔达罗夫。

## 歷史
土庫曼民主黨是蘇聯解體後土庫曼共產黨的過渡政黨，他们一直是強勢政黨，有時面臨其他政黨零星挑戰，但從來沒有遇到一個重大的挑戰，因通常選舉後秋後算帳，因此在野黨始终不是威胁。

## 歷任主席
| No.  | 圖像 | 姓名 (出生日期–死亡日期)              | 就任           | 離職           | 註解                                                |
| 主席 | 主席 | 主席                                  | 主席           | 主席           | 主席                                                |
| ---- | ---- | ------------------------------------- | -------------- | -------------- | --------------------------------------------------- |
| 1    |      | 萨帕尔穆拉特·尼亚佐夫 (1940-2006)     | 1991年12月16日 | 2006年12月21日 | 任內過世                                            |
| 2    |      | 库尔班古力·别尔德穆哈梅多夫 (b. 1957) | 2006年12月21日 | 2013年8月18日  | 擔任代理黨主席直至2007年8月4日，在2013年8月18日辭職 |
| 3    |      | 卡斯姆古力·巴巴耶夫 (b. 1966)         | 2013年8月18日  | 2018年4月3日   |                                                     |
| 4    |      | 阿塔·谢尔达罗夫 (b. 1964)             | 2018年4月3日   | 現任           |                                                     |

## 政策
由於缺乏在野黨為政府的制衡，土庫曼民主黨控制大多數直接收入可觀的行業。黨的政策是中央規劃一個關鍵因素，並作為政府服務功能的基礎上。

## 選舉結果
土庫曼選舉在國家一級的選舉有總統與立法機關選舉。在土庫曼的選舉被證明完全欺诈，試圖在現實中為專政提供合法性的外觀。

## 土庫曼议会
议会幾乎全被土庫曼民主黨控制，2004年土庫曼议会选举，土庫曼民主黨全票獲勝，估計76.9％的選民投了票。